# Selección de críquet de Gales
La selección de críquet de Gales (en galés: Tîm criced cenedlaethol Cymru) es un equipo de cricket representativo de Gales. A pesar de que Gales e Inglaterra están representados en todas las formas de cricket internacional por el equipo de Inglaterra, el equipo de cricket de Gales continúa jugando cricket de forma corta periódicamente. Tom Williams jugó una vez para ellos.

## Historia

### Inicios
De 1923 a 1930, Gales jugó 16 partidos de primera clase, y tuvo cierto éxito contra equipos de gira, empatando con los neozelandeses en 1927 y venciendo a los antillanos un año después, además de perder por solo diez carreras ante los sudafricanos en 1929. Sydney Barnes, en ese momento bien entrado en los cincuenta, tomó 49 terrenos de primera clase para Gales, incluidos 7-51 en la victoria sobre las Indias Occidentales.

## ICC World Cup Qualifier
Las siguientes apariciones importantes de Gales se produjeron en el ICC World Cup Qualifier 1979. Como varios miembros de la ICC no participaron en la competencia, Gales fue invitado sin calificación.
Al jugar en el Grupo C, Gales tuvo un torneo razonablemente exitoso, abriendo con una victoria sobre Países Bajos en un partido afectado por la lluvia en Enville. Jeffris Hopkins fue el máximo anotador con 71.
Luego jugaron contra Israel y acumularon un abrumador 234/5, esta vez Hopkins abrió el bateo y nuevamente marcó el máximo con 92, Geoffrey Williams conectó 67. Algunos bolos efectivos de Alan Geoghegan (3/23) limitaron a Israel y Gales terminaron el partido 91 corre adelante.
El partido contra Estados Unidos fue un asunto apasionante. Persiguiendo un respetable total de 190, los galeses acertaron en 139/4 (Geoff Ellis hizo 56), pero un inesperado y excelente hechizo de bolos de Kamran Rasheed (más generalmente un portero) cambió el juego. Tomó 5-17 en sus ocho overs y Gales fue despedido por 182, solo ocho carreras cortas.
El partido contra Sri Lanka se abandonó sin que se lanzara una bola. Como resultado, Gales terminó empatado primero con 10 puntos en el grupo C, pero perdió en una semifinal ante Sri Lanka debido a su run rate superior . Hopkins terminó con 168 carreras a su nombre, conjunto sexto para el torneo y el más alto de cualquier jugador en salir en la fase de grupos.

## Torneo de la Triple Corona
Gales participó en el Torneo de la Triple Corona (Campeonato de las islas británicas) entre 1993 y 2001; Esta fue una iniciativa para ayudar a desarrollar el cricket en las islas británicas que involucra a Gales, Escocia, Irlanda y varios XI aficionados de Inglaterra. Gales fue sede del evento en 1996 y 2000, pero nunca ganó el torneo anual en sus nueve años.
Cuando Escocia e Irlanda se convirtieron en miembros de la ICC, el torneo se suspendió y desde entonces los dos han competido en el Campeonato Europeo de Críquet. Como Gales no es miembro de la ICC por derecho propio, el equipo no puede participar en la competencia de la ICC, lo que significa que Gales no ha jugado cricket internacional competitivo desde la interrupción del Torneo de la Triple Corona.

## Apariciones recientes
De 2002 a 2004, Gales jugó un partido de desafío para más de 50 años contra Inglaterra cada junio. En el primero de estos juegos registraron una sorprendente victoria de ocho terrenos, con Steve James haciendo 83 no, aunque los otros dos juegos fueron para Inglaterra. El equipo de Gales estaba formado principalmente por jugadores de críquet galeses, aunque hubo una dispersión de jugadores no galeses de Glamorgan como Michael Kasprowicz y Dean Cosker.
En 1988, un equipo de los condados menores de Gales bajo el control de la Welsh Cricket Association, el organismo rector del cricket amateur en Gales, hizo su primera aparición en la Holt Cup, un torneo de un día para equipos de condados menores. Desde entonces, el equipo de Gales MC ha aparecido regularmente en el Trofeo NatWest (y su sucesor, el Trofeo C&G), así como en el Campeonato de Condados Menores, su resultado más notable probablemente la victoria de siete terrenos sobre Dinamarca en la primera ronda de la Trofeo C&G 2004 (que debido a los caprichos del calendario se jugó en agosto de 2003).

## Estado como equipo independiente
Históricamente, el equipo de Inglaterra representó a 'Gran Bretaña' en el cricket internacional, con equipos escoceses o galeses jugando partidos ocasionales. Escocia se convirtió en miembro independiente de la ICC en 1994, después de haberse separado del Test and County Cricket Board (el precursor del actual England and Wales Cricket Board) dos años antes.
Se han criticado a la Junta de Críquet de Inglaterra y Gales utilizando sólo el nombre de Inglaterra mientras utiliza jugadores galeses como Simon Jones y Geraint Jones. Con los jugadores galeses que persiguen carreras internacionales exclusivamente con un equipo de Inglaterra, ha habido una serie de llamados para que Gales se convierta en un miembro independiente de la ICC, o para que el BCE proporcione más partidos para una selección nacional de Gales. Sin embargo, tanto Cricket Wales como Glamorgan County Cricket Clubhan apoyado continuamente al BCE, con Glamorgan defendiendo los beneficios financieros del condado de Gales dentro de la estructura inglesa, y Cricket Wales afirmando que están "comprometidos a seguir desempeñando un papel importante dentro del BCE".
La ausencia de un equipo de cricket galés ha sido testigo de varios debates dentro del Welsh Senedd. En 2013, en un debate, tanto miembros conservadores como laboristas prestaron su apoyo al establecimiento de un equipo galés independiente.
En 2015, un informe elaborado por el comité de peticiones de la Asamblea Nacional de Gales reflejó el apasionado debate en torno al tema. Bethan Jenkins de Plaid Cymru, portavoz de patrimonio, cultura, deporte y radiodifusión, y miembro del comité de peticiones, argumentó que Gales debería tener su propio equipo internacional y retirarse del BCE. Jenkins señaló que Irlanda (con una población de 6,4 millones) era miembro de la ICC con 6.000 jugadores de club, mientras que Gales (con 3 millones) tenía 7.500. Jenkins dijo: "Cricket Wales y Glamorgan CCC dicen que la idea de un equipo nacional de cricket de Gales es 'un tema emotivo', por supuesto, tener un equipo nacional es emotivo, solo tienes que mirar las gradas durante cualquier juego nacional para ver eso. Sugerir esto como algo que no sea natural es un argumento un poco engañoso".
En 2017, el Primer Ministro de Gales, Carwyn Jones pidió la reintroducción del equipo galés de un día y dijo: "[Es] extraño que veamos a Irlanda y Escocia jugando en torneos internacionales y no a Gales".